# Liu Zhenli
Liu Zhenli (26 de junho de 1985) é um ex-futebolista profissional chinês que atuava como goleiro.

## Carreira
Liu Zhenli representou a Seleção Chinesa de Futebol nas Olimpíadas de 2008, quando atuou em casa.